# Fuentes de Oñoro
Fuentes de Oñoro è un comune spagnolo di 1 070 abitanti situato nella comunità autonoma di Castiglia e León, al confine col Portogallo.
Nel 1811 fu teatro di una sanguinosa battaglia della Guerra d'indipendenza spagnola.